# Дицикл

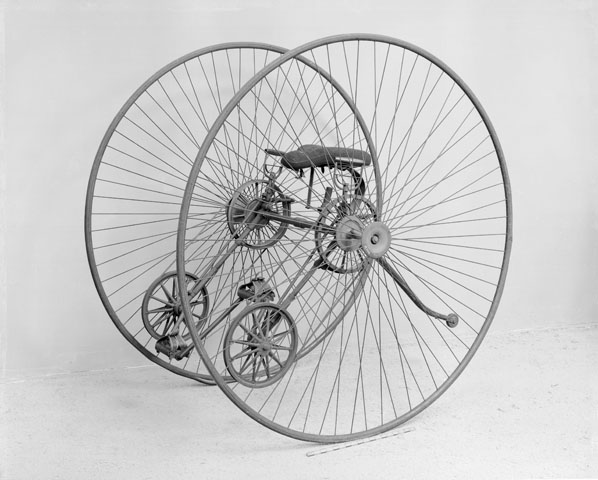
Дицикл в музее науки (Лондон)

Ди́цикл (от др.-греч. δι- «дву-» и ϰύϰλος «круг») — разновидность бицикла, транспортное средство с двумя колесами, в котором пассажиры сидят между двух колёс, расположенных параллельно (в отличие от велосипедов, в которых колёса расположены последовательно).
Термин дицикл получил широкое распространение после появления устройства сегвей, самого известного транспортного средства данного типа.

## В культуре
Примером дицикла может служить персонаж Аксель из серии видеоигр Twisted Metal, издаваемой Sony. В фильме «Звёздные войны. Эпизод II: Атака клонов» в сражении участвуют боевые колесницы устроенные по принципу дицикла.